# Tomaszowice (Petite-Pologne)
Pour l’article homonyme, voir Tomaszowice.
Tomaszowice est une localité polonaise de la gmina de Wielka Wieś, située dans le powiat de Cracovie en voïvodie de Petite-Pologne.